# Кускевич Іван Васильович
Іван Васильович Кускевич (1 липня 1928, село Ніколаєвка, тепер Фалештського району, Молдова — ?) — молдавський радянський діяч, міністр побутового обслуговування населення Молдавської РСР, голова Кишинівського міськвиконкому. Член Ревізійної комісії КП Молдавії в 1961—1963 роках. Член ЦК КП Молдавії в 1963—1976 та 1981—1986 роках. Депутат Верховної Ради Молдавської РСР 6—10-го скликань.

## Біографія
Народився в селянській родині. У 1944—1946 роках — директор початкової школи в Молдавській РСР.
У 1946—1950 роках — інструктор ЦК ЛКСМ Молдавії; 1-й секретар Скулянського районного комітету ЛКСМ Молдавії.
Член ВКП(б) з 1947 року.
З 1950 до 1956 року служив у Радянській армії.
У 1956—1957 роках — інструктор, завідувач комунально-будівельного відділу Кишинівського міського комітету КП Молдавії.
У 1957—1959 роках — інструктор, відповідальний організатор ЦК КП Молдавії.
У 1959—1961 роках — голова Ради Спілки спортивних товариств та організацій Молдавської РСР.
У 1961—1965 роках — голова виконавчого комітету Бельцької міської ради депутатів трудящих Молдавської РСР.
У 1962 році закінчив Заочну Вищу партійну школу при ЦК КПРС.
У 1965—1966 роках — начальник Головного управління побутового обслуговування населення при Раді міністрів Молдавської РСР.
У 1966 — 9 липня 1970 року — міністр побутового обслуговування населення Молдавської РСР.
У 1968 році закінчив заочно Кишинівський державний політехнічний інститут імені Сергія Лазо.
У 1970—1973 роках — голова виконавчого комітету Кишинівської міської ради депутатів трудящих.
У 1973—1978 роках — начальник Управління із іноземного туризму при Раді міністрів Молдавської РСР.
8 серпня 1978 — 10 червня 1983 року — міністр побутового обслуговування населення Молдавської РСР.
Подальша доля невідома.

## Нагороди
- два ордени Трудового Червоного Прапора
- орден «Знак Пошани»
- медалі